# Nový židovský hřbitov v Roudnici nad Labem
Nový židovský hřbitov v Roudnici nad Labem se nachází na západním okraji města Roudnice nad Labem v ulici U Hřbitova, naproti městského hřbitova. Založen byl v roce 1890 po vyčerpání kapacity starého židovského hřbitova a celková rozloha hřbitova čítá 4473 m2. Pohřby zde probíhaly i po druhé světové válce. V období socialismu byly téměř všechny náhrobní kameny rozkradeny jako stavební materiál a takřka zcela zanikla i zeď kolem hřbitova. V roce 1985 došlo k požáru místní obřadní síně v maurském slohu, z níž zbylo pouze obvodové zdivo. Po roce 1990 došlo k obnovení obvodové zdi a zabezpečení hřbitova před vandaly. Vzhledem ke zmíněným krádežím se však dochovalo pouze deset náhrobních kamenů z let 1899 až 1943.
Od roku 2002 probíhá rekonstrukce hřbitova, který je majetkem Federace židovských obcí. Hřbitov je uzamčen.

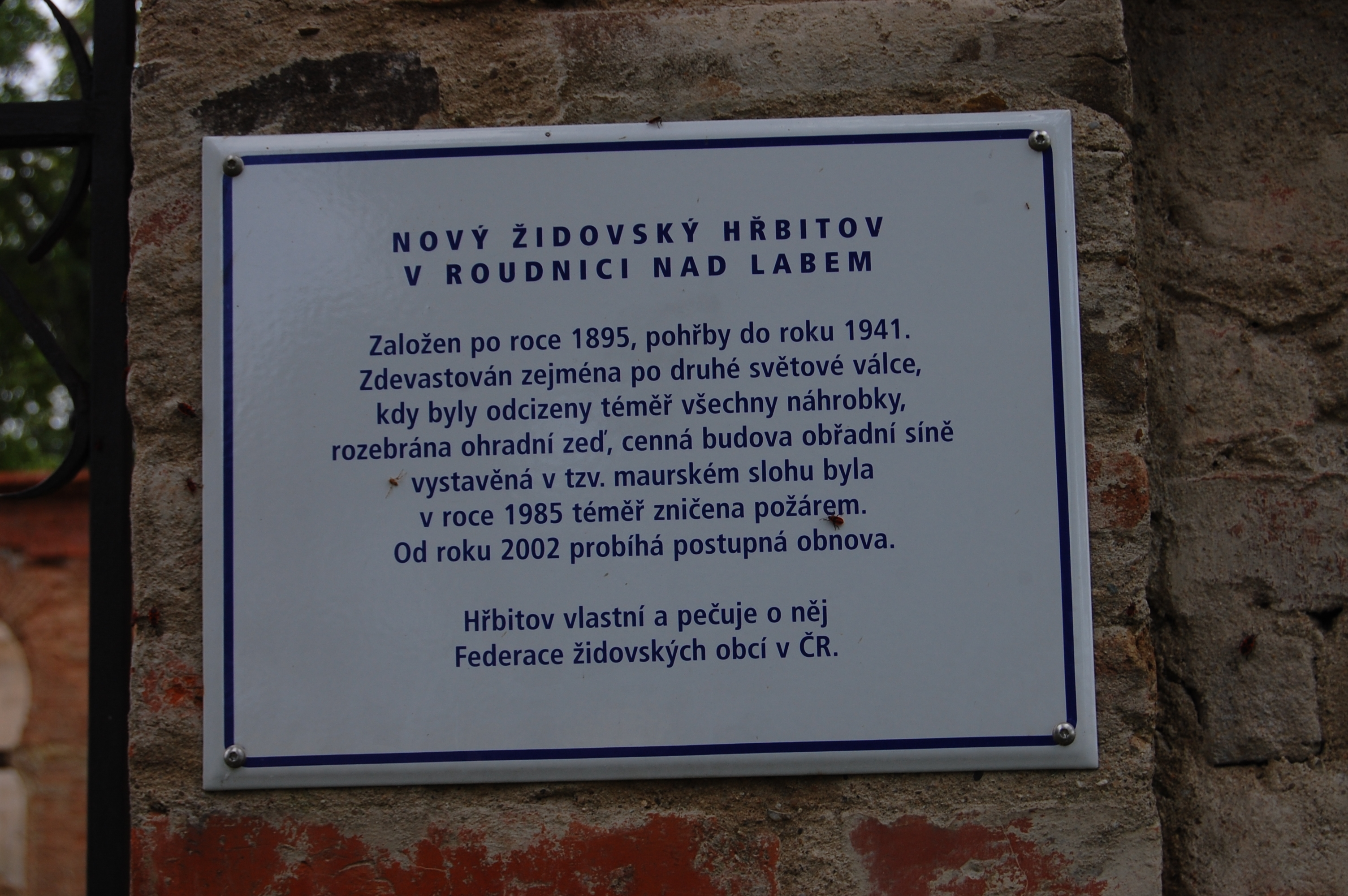
Informační cedule
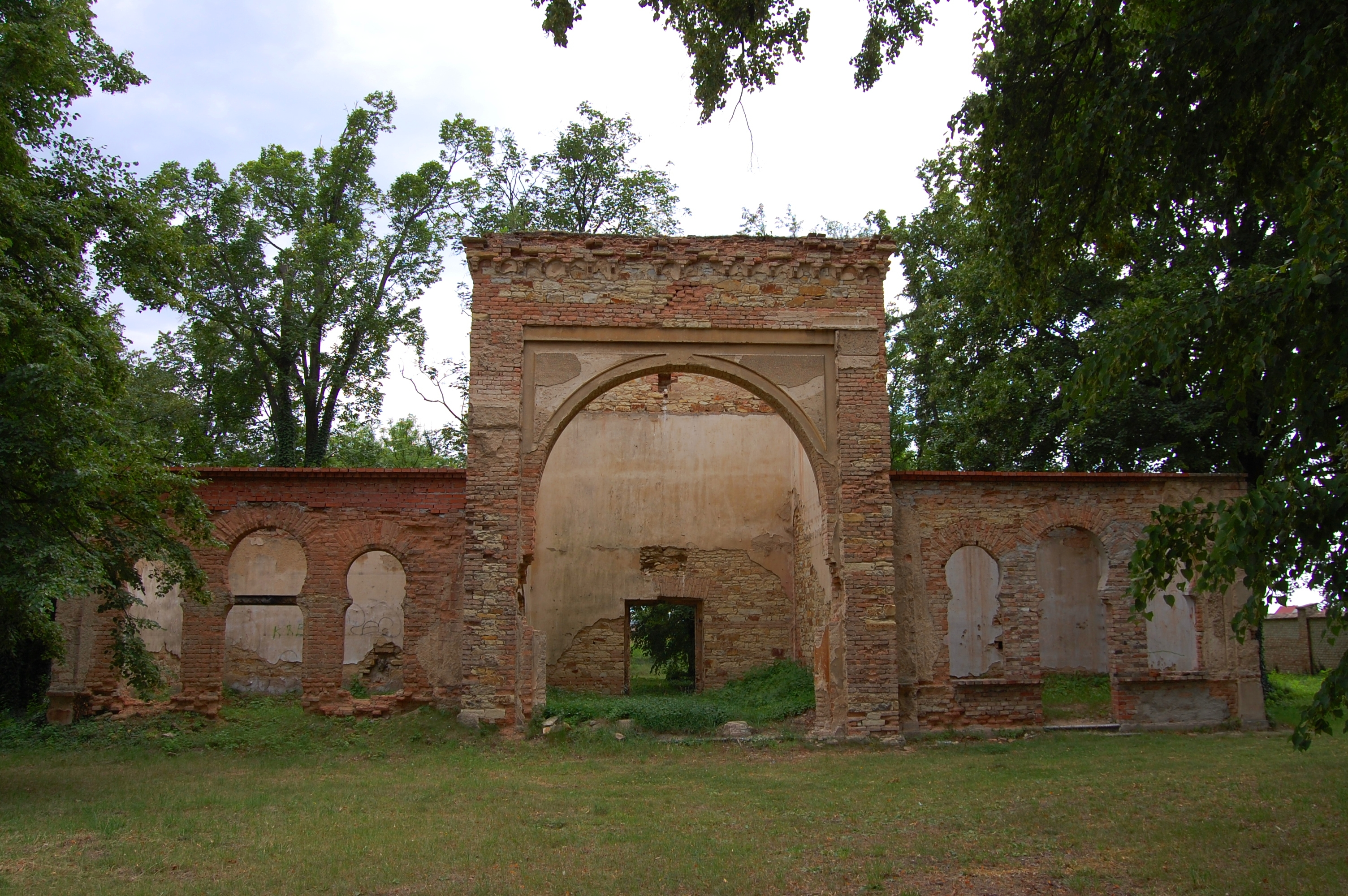
Pozůstatek obřadní síně
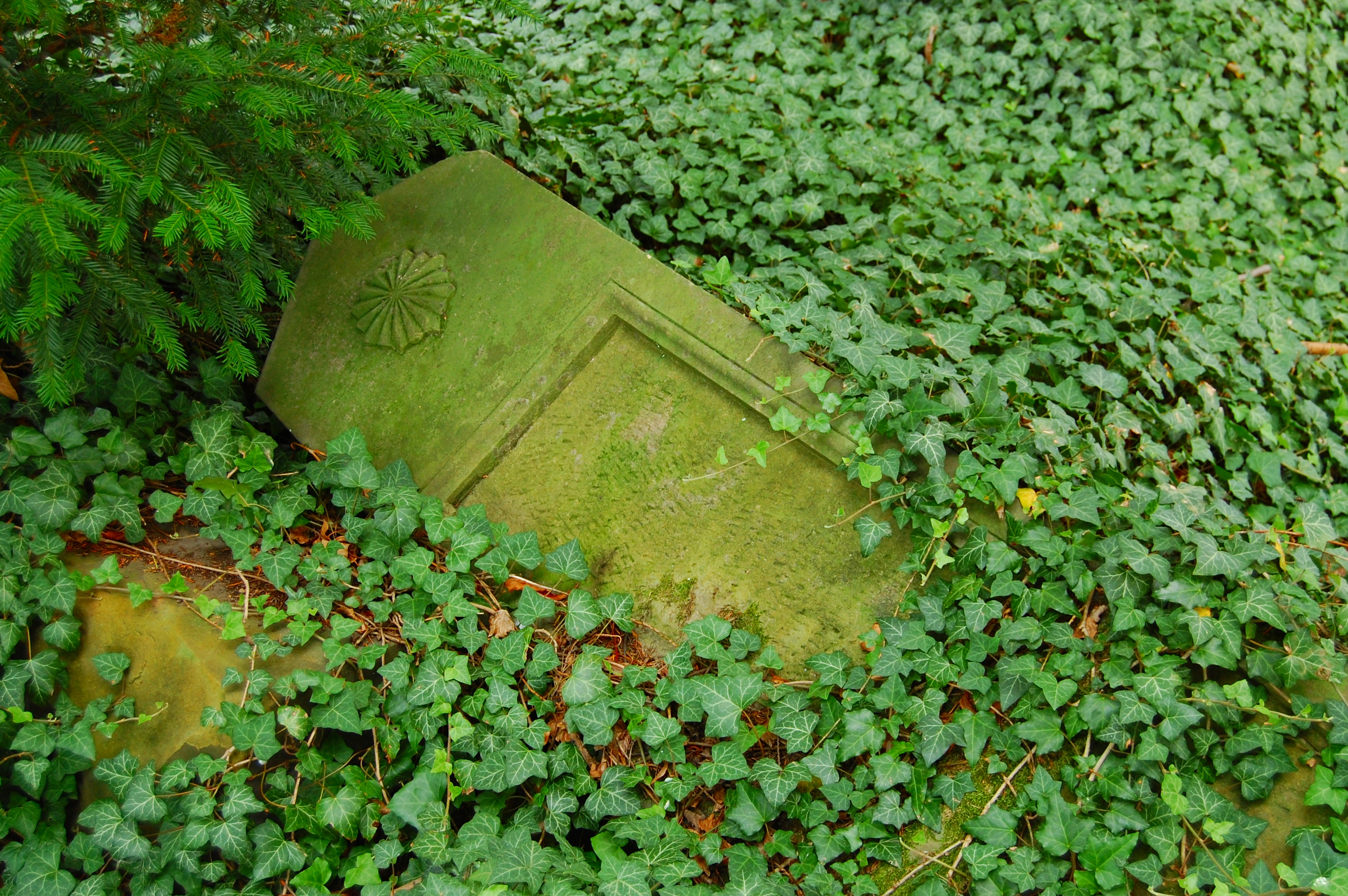
Jedna z mála dochovaných stél
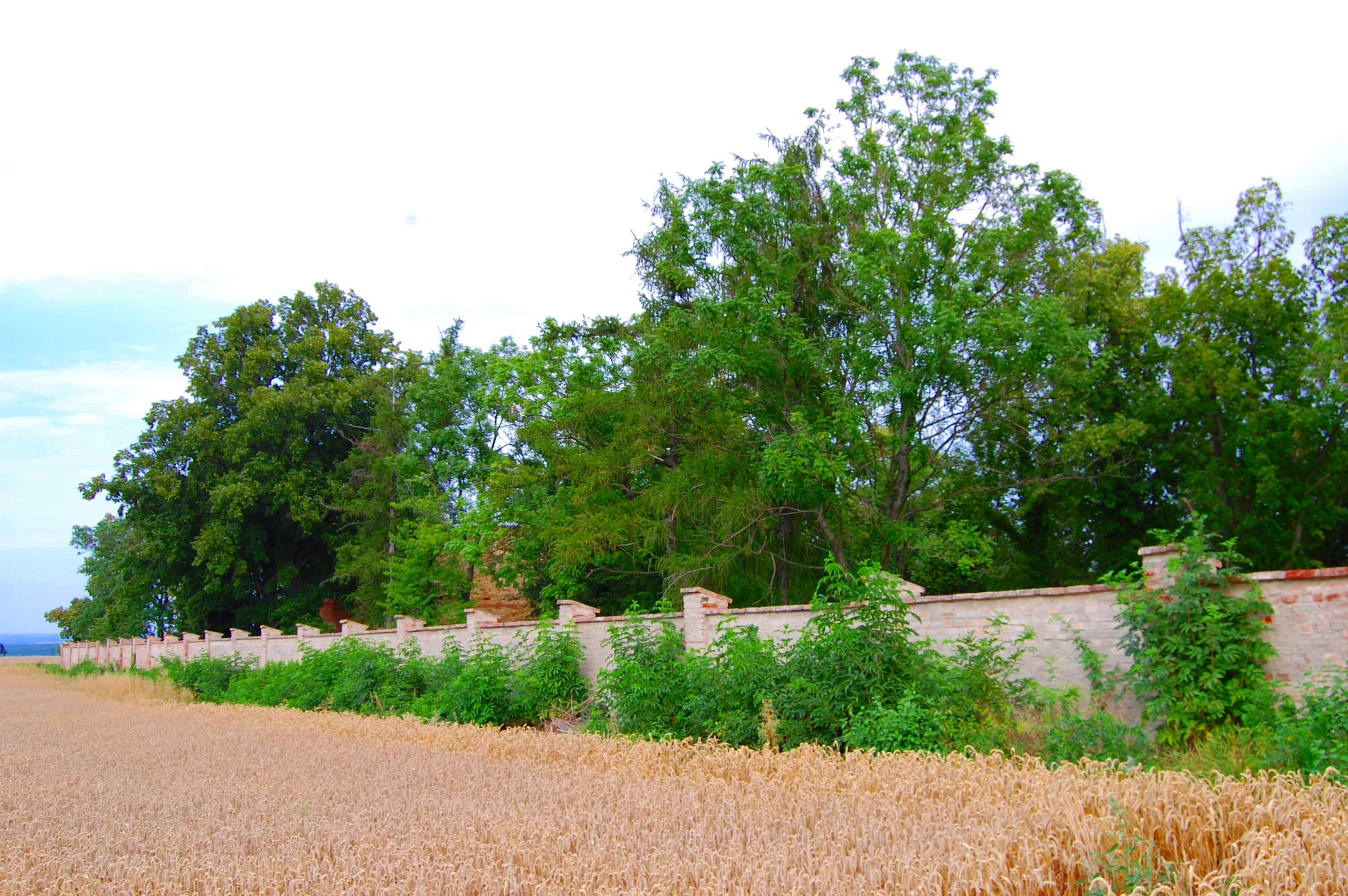
Hřbitov je ohraničený cihlovou zdí